# 59 Eskadra Towarzysząca

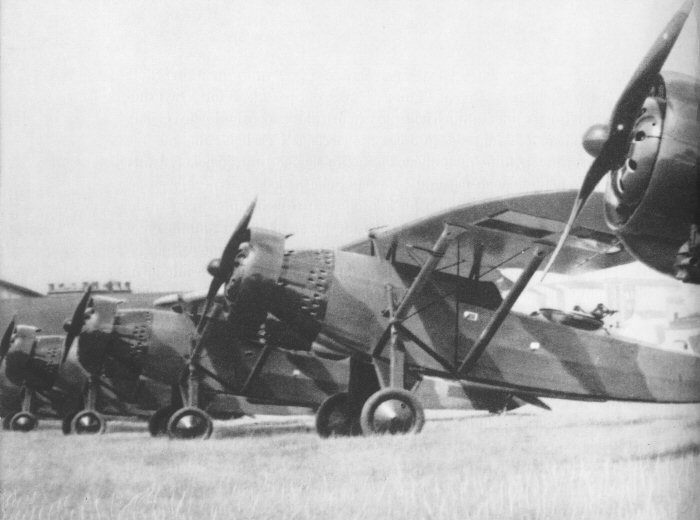
Lublin R.XIII

59 eskadra towarzysząca – pododdział lotnictwa Wojska Polskiego w II Rzeczypospolitej.
Godłem eskadry była zielono-czarna mucha na tle białego równoramiennego krzyża.

## Formowanie i zmiany organizacyjne
Eskadra sformowana została na podstawie rozkazu L.dz. 4359/tj. Departamentu Dowodzenia Ogólnego MSWojsk. z 19 lipca 1937, w składzie IV dywizjonu towarzyszącego 5 pułku lotniczego w Lidzie. Personel jednostki rekrutował się ze zlikwidowanych trzecich plutonów w 53 i 56 eskadrach towarzyszących. Pododdział uzbrojony był w samoloty Lublin R-XIII C i D.
W sierpniu 1939, z chwilą zarządzenia mobilizacji alarmowej, eskadra została rozformowana, a jej personel wcielony do 53 i 56 eskadry obserwacyjnej.

## Personel eskadry
| Stopień   | Imię i nazwisko    | Okres pełnienia służby   |
| --------- | ------------------ | ------------------------ |
| kpt. obs. | Stanisław Maziarz  | 19 VII 1937 – I 1939     |
| kpt. obs. | Alojzy Morawiec    | I 1939 – VIII 1939       |
| por. obs. | Hieronim Kulbacki  | p.o. V 1939 – VIII 1939  |
| kpt. pil. | Wiktor Romiszewski | VIII 1939 – 24 VIII 1939 |

| Stanowisko    | Stopień, imię i nazwisko       | Przydział we wrześniu 1939 |
| ------------- | ------------------------------ | -------------------------- |
| dowódca       | kpt. Alojzy I Morawiec         |                            |
| dowódca I/59  | kpt. Edward Władysław Kwolek   |                            |
| dowódca II/59 | kpt. Wiktor Romiszewski        |                            |
| pilot         | por. Eugeniusz Sokołowski      |                            |
| obserwator    | por. Wacław Kossakowski        |                            |
| obserwator    | por. Czesław Feliks Rupiński   |                            |
| obserwator    | por. piech. Edmund Sienkiewicz |                            |
| obserwator    | ppor. piech. Kazimierz Kucza   |                            |

Dowódcy I/59 plutonu:
- por. obs. Eugeniusz Paszkowski (XI 1937 – VIII 1938)
- por. obs. Edmund Kwolek (VIII 1938 – III 1939)
- por. obs. Mieczysław Gorzeński (III – VIII 1939)

Dowódca II/59 plutonu:
- kpt. obs. Zygmunt Natkański (XI 1937 – VIII 1939)

Piloci i obserwatorzy:
- por. obs. Jan Wiłkojć
- sierż. pil. Aleksander Szott
- kpr. pil. Stanisław Ginko († 18 VII 1939)
- kpr. pil. Kazimierz Kacper († 18 VII 1939)